# Bruno Gelsi
Bruno Gelsi (Neuquén, Argentina, 8 de febrero de 1976) es un ex-baloncestista argentino que se desempeñaba en la posición de escolta. Desarrolló una larga carrera como jugador profesional de baloncesto en Argentina, Italia y España. También representó a Neuquén en diversos torneos. 

## Trayectoria
Aunque nacido en Neuquén, Gelsi pasó su infancia en Cipolletti. En el Club Cipolletti aprendió a jugar al baloncesto, siendo más tarde reclutado por Independiente de Neuquén.
Hizo su debut en la Liga Nacional de Básquet en 1992. En 1994 fue cedido a Pico Football Club, pero al cabo de una temporada regresó con los neuquinos, que para la época estaban jugando en el Torneo Nacional de Ascenso. En 1997 fue fichado por el equipo de baloncesto de la Universidad de Buenos Aires, el cual descendió a la Liga B al cabo de un año. Por ese motivo regresó a Independiente de Neuquén -que había caído hasta la tercera categoría- en donde jugó hasta febrero de 2001, fecha en la que se incorporó al Deportivo Roca para jugar el tramo final del TNA.
Dado que era descendiente de inmigrantes italianos, Gelsi tramitó la ciudadanía de ese país y partió rumbo a Europa para jugar baloncesto allí. En Italia, entre mediados de 2002 y fines de 2006, jugó para La Foresta Rieti, Virtus Viterbo, Aironi Basket Novara, Interclub Muggia y Polisportiva Venezia Giulia, todos equipos de las categorías del ascenso. En enero de 2007 cambió Italia por España, fichando con el Cajasur Córdoba, que en ese momento jugaba en la Liga EBA. Tras un año y medio con los cordobeses, firmó contrato por una temporada con el CB Sant Josep de Girona de la LEB Bronce.
En 2009 emprendió el regresó a su país, sumándose a El Nacional Monte Hermoso en el TNA. Esa temporada el equipo conseguiría el ascenso a la LNB en el repechaje. Sin embargo Gelsi no acompañó al club a la máxima categoría del baloncesto argentino, sino que, por el contrario, arregló jugar en la Liga B con el club santacruceño Hispano Americano. Allí permaneció hasta el 2013, intentando sin éxito liderar al equipo hacia el ascenso al TNA.
En julio de 2013 acordó su regreso al Deportivo Roca. Su última experiencia como profesional fue la disputa de la temporada 2014-15 del Torneo Federal de Básquetbol con la camiseta de Independiente de Neuquén.

### Clubes
| Club                        | País      | Año         |
| --------------------------- | --------- | ----------- |
| Independiente de Neuquén    | Argentina | 1992 - 1994 |
| Pico Football Club          | Argentina | 1994 - 1995 |
| Independiente de Neuquén    | Argentina | 1995 - 1997 |
| Universidad de Buenos Aires | Argentina | 1997 - 1998 |
| Independiente de Neuquén    | Argentina | 1998 - 2000 |
| Deportivo Roca              | Argentina | 2001        |
| Independiente de Neuquén    | Argentina | 2001 - 2002 |
| La Foresta Rieti            | Italia    | 2002 - 2003 |
| Virtus Viterbo              | Italia    | 2003 - 2004 |
| Aironi Basket Novara        | Italia    | 2004        |
| Interclub Muggia            | Italia    | 2005 - 2006 |
| Polisportiva Venezia Giulia | Italia    | 2006        |
| Cajasur Córdoba             | España    | 2007 - 2008 |
| CB Sant Josep de Girona     | España    | 2008 - 2009 |
| El Nacional                 | Argentina | 2009 - 2010 |
| Hispano Americano           | Argentina | 2010 - 2013 |
| Deportivo Roca              | Argentina | 2013 - 2014 |
| Independiente de Neuquén    | Argentina | 2014 - 2015 |

## Seleccionado de Neuquén
Gelsi participó de varias ediciones del Campeonato Argentino de Básquet como miembro del seleccionado de Neuquén, siendo una pieza fundamental del equipo que se consagró campeón en 1995.
También integró el equipo de baloncesto 3x3 que representó a la ciudad de Neuquén en el Tour Mundial de Baloncesto 3x3 de 2012, conquistando el Masters de San Pablo y terminando en la décima posición en el evento final disputado en Miami.